# 齊妃
齊妃（1676年—1737年），清朝雍正帝之妃，李氏。她是知府李文煇之女，生弘昐、弘昀、皇三子弘時，以及皇二女和碩懷恪公主。

## 早期生平
康熙十五年 (1676年) 出生。李氏当是在內務府選秀中被指為貝勒胤禛之侍妾。康熙三十四年（1695年）七月初六日，生貝勒胤禛的次女，即日后的和碩懷恪公主。懷恪公主是雍正帝所有皇女中，唯一活至成年的女兒。
康熙三十六年 (1697年) 六月初二日，李氏為貝勒胤禛生下弘昐，惟弘昐在康熙三十八年二月二十九日早夭。康熙三十九年八月初七日，生貝勒胤禛的次子弘昀（康熙四十九年病逝，年十一歲）。
康熙四十三年 (1704年) 二月十三日，生貝勒胤禛三子弘時。李氏所出的三個兒子中，只有弘時活至成年，也是雍正帝登基之初，唯一年長於熹妃之子弘曆的庶長子。弘時幼時的啟蒙老師為胤禛鑲白旗下的屬人何清，其心思全然不在弘時的學業上。雍正帝曾埋怨何清只知道嚼舌，將阿哥的學習全耽誤了。
康熙四十五年的玉牒內关于李氏的记载仅寥寥数字：「侍妾李氏，李文璧之女」。李文璧（李文煇）并未缀以知府的官衔，表明当时他是没有任何职衔。《爱新觉罗宗谱》所记李文𤩹的知府官銜有可能是由雍亲王出资捐纳得来的。

## 晚期生平
康熙六十一年十一月（1722年），丈夫胤禛即位，是为雍正帝。雍正元年（1723年）正月二十六日，太监鄭進忠到浙江巡撫李馥的衙门外，自称他被宮中的李娘娘差遣到五台、金鼎、南海等處进香，向李馥索要馬夫及马匹。雍正帝稱将郑進忠是一个屡次逃走的惯犯，着在城门永远枷号。郑进忠是否被齐妃母子的指使而出宫進香，已不能考證。
雍正元年二月甲寅，雍正帝告之礼部，预备立嫡福晋那拉氏为皇后。同月甲子，侧福晋年氏、李氏、格格鈕祜祿氏等人亦被预备立为妃。李氏的封号为齊妃。二月十七日，内务府奏请将齐妃娘家人“出旗（改旗）”的奏摺，可知齐妃的親戚老格被世宗准許出包衣籍，成為旗人，并且给予其一定的选择空间，在镶黄、正白、镶白、正蓝四旗中挑選。內務府大臣下除了钦遵皇帝的谕旨外，还提醒世宗尚志舜佐领下的闲散李媒亦是齊妃娘家之人，是否将李煤之族亦拟出旗，为此请旨等待皇帝的批复。世宗并未采纳内务府奏请李媒出旗的建议，並用朱笔将这一段狠狠地划去。
雍正元年十二月 ，侧福晋李氏在同日正式册封為齊妃。。齊妃地位高於弘曆乾隆帝的生母熹妃鈕祜祿氏。值得一提的是「齊」字的满文意思为“俏丽”、“艳丽”。這與日後嘉庆帝华妃封號的满文意思是一樣的。
雍正二年 (1724年) 冬季，齊妃的兒子弘時在師父王懋竑回乡奔丧時，派遣伴讀到年羹尧家中借银一万两而得罪雍正帝，繼而在雍正五年（1727年），因犯下更多過錯而被雍正帝削除宗籍並死於獄中。齊妃身為他的生母也難免受其連累，一直沒再得到晉位。
雍正十三年（1735年）十月，乾隆帝弘曆即位之后，追复弘时的宗籍。乾隆二年（1737年）四月一日，齐妃病重，移居五龙亭。当天，乾隆帝奉皇太后的懿旨到五龙亭看视齊妃。四月初八日，齐妃病逝，乾隆帝親自到五龍亭齊妃停靈之所奠酒。

## 影視作品
| 影視作品       | 飾演的演員 | 製作方                   |
| 才子佳人乾隆皇 | 蔡佳宏     | 永真电视电影（華視首播） |
| 後宮甄嬛傳     | 張雅萌     | 北京電視藝術中心         |